# Herb Wiślicy
Herb Wiślicy – jeden z symboli miasta Wiślica i gminy Wiślica w postaci herbu.

## Wygląd i symbolika
Herb przedstawia w polu czerwonym mur miejski srebrny o trzech basztach, z których środkowa wyższa. W murze brama o srebrnych otwartych podwojach. W prześwicie bramy stojąca postać rycerza srebrna w lewo z tarczą w prawej ręce i włócznią w lewej.

## Historia

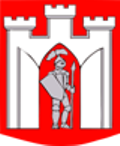
Herb Wiślicy (do 31 grudnia 2017)

Herb miasta na małej pieczęci radzieckiej z XVI w. przedstawiał dwukondygnacyjną blankowaną wieżę obronną z bramą o otwartych podwojach, w środkowej kondygnacji z trzema otworami okiennymi. W późniejszych wiekach miasto posługiwało się wyżej opisanym herbem uzupełnionym o trzy krzyże greckie. Dwa z nich flankowały wieżę, natomiast trzeci był umieszczony w bramie.
Bezpośrednio przed przywróceniem praw miejskich z dniem 1 stycznia 2018 r. Wiślica posługiwała się herbem o analogicznym przedstawieniu, jednakże odmiennym rysunku tarczy.